# Mary (Film)
Mary (Alternativtitel: Der Prozeß Baring) ist die deutsche Fassung des gleichzeitig von Alfred Hitchcock gedrehten Thrillers Mord – Sir John greift ein! nach der Romanvorlage „Enter Sir John“ von Clemence Dane und Helen Simpson. In Mary spielen deutsche Schauspieler am gleichen Set. Die Handlung ist gestrafft und leicht geändert.

## Handlung
Mary Baring (die in der englischen Version noch Diana heißt) ist Mitglied einer wandernden Schauspieltruppe. Als sie eines Tages ohne Gedächtnis neben der Leiche einer Kollegin gefunden wird, deuten alle Umstände darauf hin, dass sie das Verbrechen begangen hat. Beim Mordprozess ist der Theaterproduzent, -autor und -schauspieler Sir John Menier der einzige Geschworene, der bis zum Schluss Zweifel an ihrer Schuld hat. Er beugt sich jedoch dem Druck der übrigen Geschworenen und stimmt schließlich für schuldig.
Durch sein schlechtes Gewissen getrieben, macht sich Sir John auf eigene Faust auf die Suche nach dem wahren Täter. Er fühlt sich zudem mitschuldig an ihrer Verurteilung, da sich herausstellt, dass er Mary von früher kennt, die sich einst bei seinem Theater als Schauspielerin beworben hatte – er lehnte sie jedoch ab. Mit zwei Gehilfen, einem Schauspielerehepaar aus Marys Truppe, forscht er nach und stößt auf Handel Fane, einen Schauspieler und Akrobaten mit transvestitischen Neigungen, der mit Mary verlobt war. Sein düsteres Geheimnis, dass er ein entflohener Sträfling ist (im Original ist Fane ein Mulatte), der damit rechnen muss, jederzeit wieder gefasst zu werden, darf Mary nicht erfahren. Als die gemeinsame Kollegin es ihr verraten wollte, brachte Fane diese um.
Da Sir John von diesem Motiv aber noch nichts ahnt, wohl aber seine Täterschaft trotz fehlender Beweise als gegeben annimmt, möchte er Fane in die Enge treiben. Er lässt ihn zu einem vermeintlichen neuen Theaterstück vorsprechen. Der vorzutragende Text hat eindeutige Bezüge zum Fall Mary Baring. Fane gerät in Panik und verlässt Sir Johns Büro. Bei einer Zirkusvorstellung, die Sir John aufsucht, um Fane erneut zu befragen, begeht dieser am Ende seines Trapezkunststücks Selbstmord. Er hinterlässt ein schriftliches Geständnis. Mary Baring ist somit frei. Sie wird von Sir John mit einem Auto vom Gefängnis abgeholt. (Das Original endet mit einem gemeinsamen Auftritt von Mary und Sir John in seinem Theater.)

## Sonstiges
Hitchcock drehte Mary als deutsche Sprachversion parallel zu Mord – Sir John greift ein!, jeweils Szene für Szene am selben Set mit demselben Stab, jedoch (bis auf zwei Nebenrollen) mit deutschen Schauspielern. Mary ist fast eine halbe Stunde kürzer als das Original, obwohl alle Handlungsstränge übernommen wurden und keine Szene entfiel. Allerdings wurden die Dialoge gestrafft und viele kleine Details entfernt, insbesondere solche, die dem Original eine leicht komische Note verleihen. Dass der Mörder statt wie im englischen Original ein „Mischling“ in der deutschen Version ein entlaufener Sträfling ist, ist für einen 1930 für den deutschen Markt entstandenen Film, rückblickend betrachtet, bemerkenswert.
Bei der Drehbuchübersetzung und beim Drehen gab es einige Probleme. Hitchcock (der nur recht mäßig Deutsch sprach) verkannte die Schwierigkeiten, die sich aufgrund unterschiedlicher Gewohnheiten und unterschiedlichen Sprachgebrauchs ergeben. Zudem ergaben sich Probleme mit dem Hauptdarsteller Alfred Abel, der sich weigerte, einzelne Szenen so zu spielen, wie Hitchcock dies verlangte.
Karl Ritter veröffentlichte unter dem Titel Eine schöne Frau filmt in England einen Drehbericht in der Zeitschrift Die Filmwoche Nr. 24, Jg. 1930, S. 749ff.